# Années 940
Les années 940 couvrent la période de 940 à 949.

## Événements
- 941 : Grande occultation des Chiites duodécimains avec le décès sans successeur du quatrième représentant de l'imam, Muhammad al-Mahdi. Les Alides duodécimains où imânites admettent que cette disparition n’est que temporaire. L’imam caché (mahdi) reviendra à la fin des temps pour rétablir la vérité et la justice ; c’est le début de la « Grande occultation »[1]. Les Duodécimains s’abstiennent désormais de toute action violente. Le principe admis de la taqiya (pour les chiites, dissimulation de leurs croyances par prudence) leur permet de prendre part à la vie politique et économique du monde abbasside et de gagner de nombreux adeptes en Irak et en Iran occidental dans les milieux gouvernementaux (Buyides, Hamdanides).
- 942-950 : raids hongrois contre l'Italie (942 et 947), l'Espagne (942), l'Empire byzantin (943), la Bavière où ils sont contenus (943, 948, 949-950)[2].
- 942-945 : révolte égalitaire des Berbères kharidjites de l’Aurès contre les Fatimides conduite par Abu Yazid en Ifrikiya[3]. Les Fatimides sont maîtres du Maghreb grâce au ralliement des Berbères Kutamas. Mais leur lourde politique fiscale dresse contre eux une partie du monde berbère, surtout les Zenâtas ibâdites, soutenus par les Omeyyades de Cordoue.
- 945-1055 : tutelle de la dynastie Bouyide sur le califat abbasside. Tous les organes gouvernementaux sont rattachés à l’émir, en particulier le vizir. Le calife ne garde qu’un rôle représentatif et religieux[4]. L’émir prend la responsabilité des soldes et traitement (l’iqtâ se généralise en Irak) et conserve son autorité sur les chefs militaires. Les Bouyides sont des chiites et leurs pouvoirs s’étendent désormais sur l’Irak et l’Iran occidental, créant un nouvel ensemble territorial. Ils ne cherchent pas à persécuter les sunnites, majoritaires, ni à établir un califat Alide (le dernier imam ayant disparu). Ils remettent en état les ouvrages d’irrigations, les routes, les ponts, gravement endommagés à l’époque précédente ; iIs construisent des palais et accueillent libéralement des hommes de lettres et de sciences.
- 946-949 : trois évêchés apparaissent entre Elbe et Oder : Havelberg (946), Brandebourg (949), Meissen (948)[5].
- 946-954 : un comte de Provence est attesté à Arles, certainement apparenté aux Bosonides (Boson II d'Arles)[6].

## Personnages significatifs
- Abu Yazid
- Ali Sayf al-Dawla
- Al-Muttaqi
- Brunon de Cologne
- Edmond Ier d'Angleterre
- Edred d'Angleterre
- Éric Ier de Norvège
- Foulque II d'Anjou
- Gorm de Danemark
- Igor de Kiev
- Louis IV de France
- Olga Prekrasa
- Otton Ier du Saint-Empire
- Richard Ier de Normandie
- Ziri ibn Menad